# Eparchia grodzieńska i brzeska
Eparchia grodzieńska i brzeska – powstała w 1900 poprzez wydzielenie z eparchii wileńskiej i litewskiej. W momencie powstania nowa administratura liczyła 26 dekanatów:
- Grodno
- Wołkowysk
- Podorosk
- Brzostowica Wielka
- Białystok
- Bielsk Podlaski
- Drohiczyn
- Kleszczele
- Brześć
- Włodawa
- Wysokie Litewskie
- Kamieniec Litewski
- Polesie
- Kobryń
- Czerewczyce
- Antopol
- Janów
- Bezdież
- Prużana
- Sielec
- Szereszewo
- Kosów
- Byteń

Łącznie w eparchii funkcjonowały 654 cerkwie i kaplice obsługiwane przez 365 kapłanów. W jej granicach działało pięć klasztorów: monaster Zaśnięcia Matki Bożej w Żyrowicach, monaster Świętych Borysa i Gleba w Grodnie, monaster Narodzenia Matki Bożej w Grodnie, monaster Narodzenia Matki Bożej w Krasnymstoku, monaster Zwiastowania Przenajświętszej Bogurodzicy i św. Jana Teologa w Supraślu.
W 1900/1901 w eparchii było 1296 szkół cerkiewnych. W tym 9 seminarii nauczycielskich, 6 szkół dwuklasowych, 455 jednoklasowych i 841 szkół gramoty (podstawowych). 
W czasie I wojny światowej większość prawosławnej ludności guberni grodzieńskiej, razem z duchowieństwem, udała się na bieżeństwo. Z powodu wyjazdu arcybiskupa grodzieńskiego Michała do Moskwy w lutym 1915, w 1918 do Grodna przybył dotychczasowy wikariusz eparchii, biskup białostocki Włodzimierz i tymczasowo zaczął zarządzać całą administraturą.
W 1925 administratura weszła w skład Polskiego Autokefalicznego Kościoła Prawosławnego pod nazwą diecezji grodzieńskiej.